# 33609 Harishpalani
33609 Harishpalani este o planetă minoră (asteroid), cu un diametru de 6,703 km, din centura de asteroizi. A fost descoperită pe 10 mai 1999 la Experimental Test Site⁠(d) de Lincoln Near-Earth Asteroid Research. 
Obiectul prezintă o orbită caracterizată de o semiaxă mare de 2,9992479 UAi, o excentricitate de 0,07, o înclinație de 6,52261 ° în raport cu ecliptica.